# خارائیز د لا ورا
خارائیز د لا ورا (به اسپانیایی: Jaraíz de la Vera) یک دهستان در اسپانیا است که در استان کاسرس واقع شده‌است. خارائیز د لا ورا ۶۳ کیلومتر مربع مساحت و ۶٬۷۲۷ نفر جمعیت دارد و ۵۶۱ متر بالاتر از سطح دریا واقع شده‌است.